# Орден Золотого коршуна
Орден Золотого коршуна (яп. 金鵄勲章 кинси-кунсё:) — японский военный орден. Учреждён указом императора 18 февраля 1890 года. После поражения Японии во Второй мировой войне более не вручается.

## История

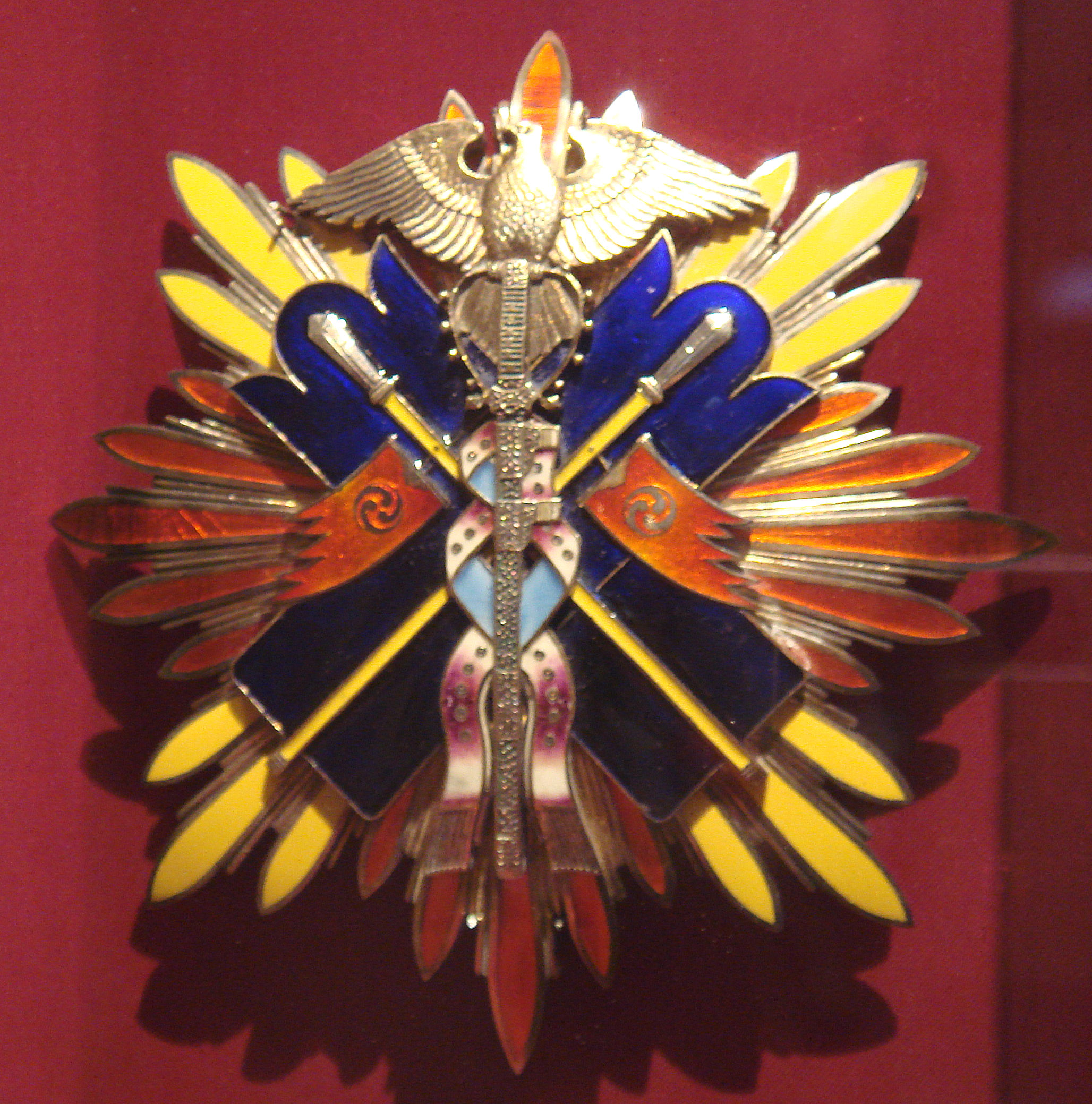
Звезда 1-й и 2-й степени ордена

Орден был учреждён указом императора Муцухито 18 февраля 1890 года как награда исключительно за военные заслуги. Название основано на легенде о золотом коршуне, посланном богами первому императору Дзимму во время объединения им Японии.
Орден имел 7 степеней. Генералы и адмиралы награждались степенями с 1-й по 3-ю, офицеры званий от майора и капитана 3-го ранга до полковника и капитана 1-го ранга — со 2-й по 4-ю, младшие офицеры — с 3-й по 5-ю, унтер-офицеры — с 4-й по 6-ю, солдаты и матросы — с 5-й по 7-ю. С 1894 года кавалеры ордена получали пожизненную пенсию, с 1940 года — только единовременную денежную выплату.
Первыми награждёнными орденом стали генералы Ямагата и Ояма во время Японо-китайской войны 1894—1895 годов. Всего за полвека им было награждено 1 067 492 военнослужащих (за Первую японо-китайскую — около 2000, за Русско-японскую — около 109 600, за Первую мировую — около 3000, за захват Маньчжурии — около 9000, за Вторую японо-китайскую — около 190 000, за войну на Тихом океане — около 630 000. Ордена I степени было удостоено 42 человека, II — 201.
После окончания Второй мировой войны и оккупации Японии в 1946 году были отменены выплаты кавалерам ордена, а 30 мая 1947 года постановлением оккупационного правительства была отменена и сама награда.

## Степени

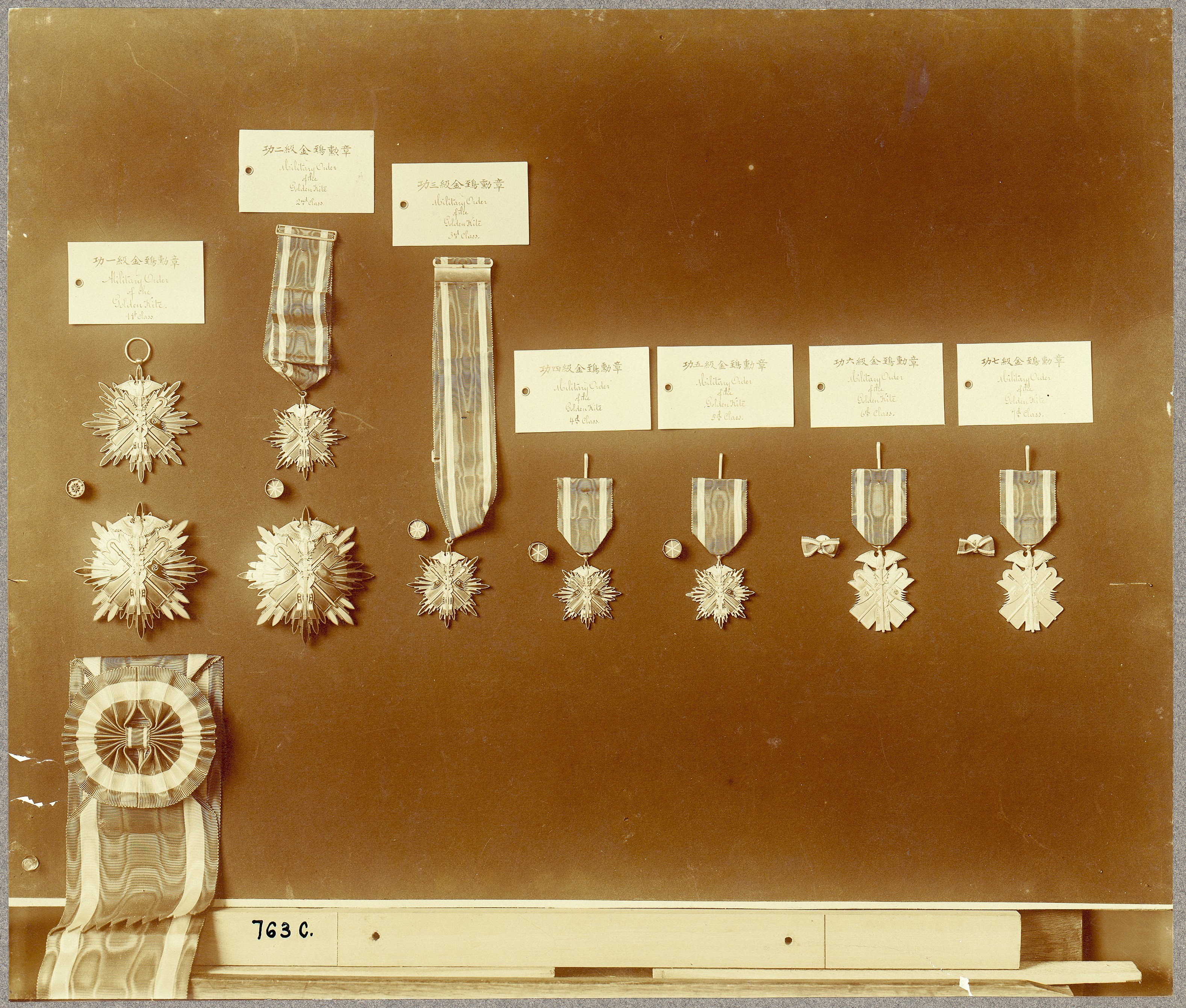
Все степени ордена.

- 1 степень — знак ордена (позолоченное серебро, 76×81 мм) на плечевой муаровой ленте с розеткой через левое плечо, звезда (позолоченное серебро с эмалью, 91 мм) на левой стороне груди.
- 2 степень — знак ордена (позолоченное серебро, 56×60 мм) на шейной муаровой ленте, звезда (позолоченное серебро с эмалью, 91 мм) на правой стороне груди.
- 3 степень — знак ордена (позолоченное серебро, 56×60 мм) на шейной муаровой ленте.
- 4 степень — знак ордена (позолоченное серебро, 46×50 мм) на нагрудной колодке с розеткой.
- 5 степень — знак ордена (покрытое эмалью серебро, с позолоченным коршуном, 46×50 мм) на нагрудной колодке.
- 6 степень — знак ордена (позолоченное серебро, без позолоты у эфесов мечей, 42×57 мм) на нагрудной колодке.
- 7 степень — знак ордена (серебро, с позолоченным изображением коршуна, 42×57 мм) на нагрудной колодке.

## Комментарии
1. ↑  1500 иен за 1-ю степень, 1000 — за 2-ю, 750 — за 3-ю, 500 — за 4-ю, 350 — за 5-ю, 250 — за 6-ю, 150 — за 7-ю[3].
2. ↑  Однако пенсии были сохранены для тех, кто получил орден ранее[4].